# Saied Jafer Alali
« Alali » redirige ici. Pour les articles homophones, voir Allali et Hallali.
Saied Jafer Alali, né le 29 octobre 1988, est un coureur cycliste koweïtien.

## Biographie
En 2015, Saied Jafer Alali devient champion du Koweït du contre-la-montre, alors qu'il court chez Kuwait Project. L'année suivante, il représente son pays lors des championnats du monde à Doha. Il intègre ensuite la nouvelle équipe continentale VIB Bikes en 2017. 
En 2018, il retourne au sein de son ancienne formation Massi-Kuwait. Il est sacré double champion du Koweït, dans la course en ligne et le contre-la-montre.

## Palmarès et résultats

### Palmarès par année
- 2015
  -  Champion du Koweït du contre-la-montre
  - 2e du championnat du Koweït sur route
- 2018
  -  Champion du Koweït sur route
  -  Champion du Koweït du contre-la-montre
- 2019
  -  Champion arabe du contre-la-montre
  - KOC Race
- 2022
  - Boubyan Challenge
  -  Médaillé d'argent du contre-la-montre aux Jeux de la solidarité islamique

### Classements mondiaux
| Année                                 | 2015 | 2016 | 2017 | 2018 |
| ------------------------------------- | ---- | ---- | ---- | ---- |
| Classement mondial                    |      | nc   | nc   | 945e |
| UCI Asia Tour                         | 94e  | nc   | nc   | 114e |
|                                       |      |      |      |      |
| Légende : nc = non classéSource : UCI |      |      |      |      |